# Liste der Kulturdenkmäler in Mainz-Marienborn
In der Liste der Kulturdenkmäler in Mainz-Marienborn sind alle Kulturdenkmäler im Ortsbezirk Marienborn der rheinland-pfälzischen Stadt Mainz aufgeführt. Grundlage ist die Denkmalliste des Landes Rheinland-Pfalz (Stand: 5. Dezember 2023).

## Denkmalzonen
| Bezeichnung             | Lage             | Baujahr                | Beschreibung | Bild            |
| ----------------------- | ---------------- | ---------------------- | --- | --------------- |
| Denkmalzone Im Winkel 2 | Im Winkel 2 Lage | spätes 19. Jahrhundert | Hofanlage, spätes 19. Jahrhundert; eingeschossiger Bruchsteinbau mit Kniestock, Bruchsteinscheune 1889, Ställe, Schuppen, Waschküche | Fotos hochladen |

## Einzeldenkmäler
| Bezeichnung                                         | Lage                                    | Baujahr                           | Beschreibung | Bild                           |
| --------------------------------------------------- | --------------------------------------- | --------------------------------- | --- | ------------------------------ |
| Haus St. Stephan                                    | Gottfried-Schwalbach-Straße 38/40 Lage  | 1829/30                           | ehemals Schule und katholisches Pfarrhaus; Schulgebäude: Putzbau mit historisierender Giebelwand, 1829/30; Pfarrhaus: spätklassizistischer Putzbau, bezeichnet 1854; straßenbildprägend                | Fotos hochladen                |
| Wegekreuz                                           | Im Borner Grund, Ecke Gartenstraße Lage | 19. Jahrhundert                   | Sandsteinkruzifix, barockisierender Korpus, 19. Jahrhundert | Fotos hochladen                |
| Wohnhaus                                            | Im Borner Grund 17/19 Lage              | spätes 18. Jahrhundert            | spätbarockes Doppelwohnhaus, teilweise Fachwerk (verputzt), (Krüppel-)Walmdach, spätes 18. Jahrhundert; straßenbildprägend                                                                             | Fotos hochladen                |
| Hofanlage                                           | Im Borner Grund 36 Lage                 | 18. Jahrhundert                   | Hofanlage; eingeschossiger Krüppelwalmdachbau, 1836, Bruchstein-Scheune, 18. Jahrhundert | Fotos hochladen                |
| Katholische Pfarr- und Wallfahrtskirche St. Stephan | Im Borner Grund 43 Lage                 | 1729/30                           | barocker Saalbau mit Giebelfassade, 1729/30, Dachreiter bezeichnet 1738; ortsbildprägend; auf dem Kirchhof Lourdes-Kapelle und „Sieben Schmerzen“, Jugendstil                                          | Fotos hochladen                |
| Wohnhaus                                            | Im Borner Grund 45 Lage                 | erste Hälfte des 18. Jahrhunderts | barocker Krüppelwalmdachbau, teilweise Fachwerk, erste Hälfte des 18. Jahrhunderts | Fotos hochladen                |
| Brunnen                                             | Im Borner Grund, bei Nr. 45 Lage        | 18. Jahrhundert                   | barocker Ziehbrunnen, Rotsandstein, 18. Jahrhundert | weitere Bilder Fotos hochladen |
| Wohnhaus                                            | Im Borner Grund 55 Lage                 | um 1840                           | Wohnhaus eines Vierseithofs, stattlicher Putzbau, um 1840 | Fotos hochladen                |
| Wohnhaus                                            | Im Borner Grund 65 Lage                 | Mitte des 18. Jahrhunderts        | Eckwohnhaus; Barockbau, teilweise Fachwerk (verputzt), Mitte des 18. Jahrhunderts | Fotos hochladen                |
| Wegekreuz                                           | Im Borner Grund, bei Nr. 89 Lage        | 1730                              | Rotsandsteinsockel, bezeichnet 1730, neugotisches gusseisernes Kreuz | Fotos hochladen                |
| Torbogen                                            | Mercatorstraße Lage                     | 1725                              | Torbogen des ehemaligen Priesterhauses, bezeichnet 1725 | Fotos hochladen                |
| Zehntscheune                                        | Mercatorstraße 9 Lage                   | 17. oder 18. Jahrhundert          | ehemalige Zehntscheune des St. Viktorstiftes; Bruchsteinbau mit Schildgiebel sowie Stallgebäude, 17. oder 18. Jahrhundert, später verändert; Garten mit Bruchsteinmauer, 18. oder 19. Jahrhundert      | Fotos hochladen                |
| Chausseehaus                                        | südöstlich des Ortes an der A 63 Lage   | 1774                              | ehemalige Mautstelle und Gasthaus, bezeichnet 1774; spätbarocker Krüppelwalmdachbau; Ökonomietrakt mit Krüppelwalmdach; Scheunen, 19. Jahrhundert; im Hof: Brunnen; Garteneinfriedung, 19. Jahrhundert | Fotos hochladen                |

## Ehemalige Kulturdenkmäler
| Bezeichnung                                  | Lage                                                                            | Baujahr                 | Beschreibung | Bild                           |
| -------------------------------------------- | ------------------------------------------------------------------------------- | ----------------------- | --- | ------------------------------ |
| Denkmalzone Historischer Dorfkern Marienborn | Gottfried-Schwalbach-Straße, Im Borner Grund, Mercatorstraße, Wiesenstraße Lage | 17. bis 19. Jahrhundert | Kernbereich des typischen rheinhessischen Straßendorfes einschließlich der hoch gelegenen Kirche und des Geländes des ehemaligen Priesterhauses, jetzt Friedhof; Haken-, Dreiseit- und Vierseithöfe aus dem 17. bis 19. Jahrhundert mit relativ vielen Fachwerkbauten darunter; aus Denkmalliste gelöscht | weitere Bilder Fotos hochladen |